# Na Pilské šachtě
Na Pilské šachtě este o arie protejată (arie specială de conservare — SAC, sit de importanță comunitară — SCI) din Republica Cehă întinsă pe o suprafață de 17,25 ha, integral pe uscat.

## Localizare
Centrul sitului Na Pilské šachtě este situat la coordonatele 50°10′12″N 12°55′31″E / 50.17°N 12.925278°E.

## Înființare
Situl Na Pilské šachtě a fost declarat sit de importanță comunitară în aprilie 2005 pentru a proteja 1 specie de animale. Situl a fost protejat și ca arie specială de conservare în iunie 2017.

## Biodiversitate
Situată în ecoregiunea continentală, aria protejată nu include niciun habitat protejat.
La baza desemnării sitului se află o specie protejată de  nevertebrate: fluturele auriu (Euphydryas aurinia).